# فرودگاه ویشی-شارمی
فرودگاه ویشی-شارمِی (به فرانسوی: Aéroport de Vichy-Charmeil) یک فرودگاه همگانی با کد یاتا VHY است که یک باند فرود آسفالت دارد و طول باند آن ۲۲۰۰ متر است. این فرودگاه در شهر ویشی کشور فرانسه قرار دارد و در ارتفاع ۲۴۹ متری از سطح دریا واقع شده است.